# غوستاف لوندبيرغ

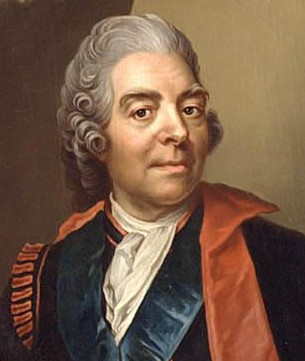
غوستاف لوندبيرغ بواسطة جاكوب بيورك

غوستاف لوندبيرغ (بالسويدية: Gustaf Lundberg) وهو رسام روكوكو سويدي بألوان الباستيل ولد في يوم 17 أغسطس 1695 في مدينة ستوكهولم في السويد، عمل في البداية في باريس وثم عاد إلى ستوكهولم توفي في يوم 18 مارس 1786.